# 1800 Aguilar
1800 Aguilar (1950 RJ) là một tiểu hành tinh vành đai chính được phát hiện ngày 12 tháng 9 năm 1950 bởi Itzigsohn, M. ở La Plata.